# 向かい風
「向かい風」（むかいかぜ）は、YOHKOのシングル。2013年1月30日にFlyingDogから発売された。

## 概要
シンガーソングライター、YOHKOのデビューシングル。表題曲「向かい風」は、テレビアニメ『まおゆう魔王勇者』のオープニングテーマに起用された。なおディスクジャケットは作中に登場する冬の国の少女をイメージして撮影されているが、ジャケットが仕上がる前は『まおゆう』の魔王や勇者やが強調されたものになっていると想像していたため、完成後は驚いていたという。

## 収録曲
1. 向かい風 [4:19]
作詞・作曲・編曲：宮川弾
テレビアニメ『まおゆう魔王勇者』オープニングテーマ
YOHKO曰く「原作にピッタリのかっこいい曲」で、歌詞にもゲシュタルト崩壊や二進法といった学術的なものが含まれている。なお冒頭は、テレビとCDとで異なっている[4]。
レコーディングに関しては、歌詞中の「君の邪魔をしたいんだ」を言葉の意味通りに聞こえないよう慎重に歌い、サビでは地声で歌っている他、宮川からは自由にやって構わないとのアドバイスも受けている。なおYOHKOは「強がり〜」からサビの当たりが気にっていることを明かしている[5]。
2. Bed Song [4:07]
作詞：YOHKO、作曲：肥田健太郎、編曲：宮川弾
以前結成していたCapriの持ち曲[4]。
3. 向かい風（w/o YOHKO）
4. Bed Song（w/o YOHKO）